# Pere Cavallé
Pere Cavallé i Llagostera (Reus, 19 de abril de 1880-9 de junio de 1939) fue un dramaturgo, periodista, ensayista y político español.

## Biografía
Miembro del grupo modernista de Reus, fundó y dirigió las revistas Lo Ventall (1898), Lo Lliri (1898-1899) y La Palma (1899-1900). Fue presidente del Centro de Lectura de Reus (1915-1922) y colaboró con su revista, que dirigió de 1920 a 1922, donde firmaba con su nombre o con los seudónimos Claudi Montanya, B. Renom o Ramon Sendra. Como dramaturgo, fue representante de una línea vitalista, en obras como Aubada i posta (1905), La terra (1918) y Els germans Ferrerons (1918).
Militante de la Unión Catalanista, fue presidente de la Diputación de Tarragona entre 1932 y 1934.